# The Wytches
The Wytches sind eine britische Rockband, deren Musik sich dem Genre des Psychedelic Rock und des Grunge zuordnen lässt. Die Band besteht aus dem Sänger und Songwriter Kristian Bell, der Schlagzeugerin Demelza Mather, dem Keyboarder und zweiten Gitarristen Mark Breed und dem Bassisten Daniel Rumsey.

## Geschichte
Kristian Bell und Gianni Honey gehörten anfangs der Band The Crooked Canes in ihrer Heimatstadt Peterborough in England an. Nach der Trennung der Band gingen beide nach Brighton, um an der dortigen Universität zu studieren. Sie stießen dort auf den Bassisten Daniel Rumsey, der zuvor Frontmann der Punkband Fall Victim war. Ursprünglich trug die Band die Bezeichnung The Witches, änderte jedoch die Schreibweise in The Wytches, um besser durch die Suchmaschine Google gefunden zu werden. Der zweite Gitarrist Mark Breed schied aus, weil er ein musikalisches Nebenprojekt mit dem Namen Strand Whores begonnen hatte.
Ihre Debüt-Single Beehive Queen veröffentlichte die Band im Juni 2013, der im November 2013 die Single Robe for Juda folgte. Das Debütalbum Annabel Dream Reader erschien im August 2014. Es wurde innerhalb von zwei Tagen bei Toe Rag Studios in Hackney aufgenommen.

## Stil
Musikalisch ist die Band in den frühen Black Sabbath verankert und berücksichtigt in ihren Melodien auch frühen Post-Punk.

## Diskografie
Alben
- 2014: Annabel Dream Reader
- 2016: All Your Happy Life
- 2020: Three Mile Ditch
- 2023: Our Guest Can’t Be Named